# René Caboz
René Caboz, né le 4 janvier 1911 à Tarascon et mort le 14 avril 1996 à Metz, est un auteur lorrain. Spécialiste de l'histoire militaire de la Seconde Guerre mondiale, il est l'auteur de plusieurs ouvrages sur la campagne de Lorraine.

## Biographie
Fils et petit-fils d'officiers lorrains, René Caboz naît en 1911. Volontaire pour l'arme blindée en 1939, il fait ses classes à Saumur avant d'être affecté en janvier 1940 à la toute nouvelle 3e division légère mécanique, commandée par le Général Jean Léon Albert Langlois. Il combat près de Gembloux-Nivelle, Dunkerque, puis à Parthenay et sur la Loire. Comme Kempnich, il résiste dans l'ombre de 1941 à 1944. Fin août 1944, il se joint aux troupes américaines, devant les forts de Metz. Cité à Ancy-sur-Moselle, puis à la brigade Alsace-Lorraine, René Caboz est atteint de surdité totale et doit quitter l'armée. Il consacre alors à l'histoire faisant sienne la citation d'Albert Schweitzer : « La vérité n'a pas d'heure, elle est de tous les temps, précisément lorsqu'elle nous paraît inopportune ». 
Sa vision des faits et des évènements de 1944-1945, qui est celle d’un combattant et non d’un historien professionnel, fut sévèrement critiquée par l’establishment  — majoritairement gaulliste — à l’époque de la publication de son premier ouvrage. L’auteur laissait entendre que la libération de l’Est de la France avait été retardée par la libération de Paris, voulue par le Général de Gaulle, pour sa portée symbolique et politique.
René Caboz n'a pas fait homologuer son grade et ne porte pas ses décorations.

## Publications
- La Bataille de la Moselle : 25 août-15 décembre 1944, éditions Pierron, Sarreguemines, 1981.
- La Bataille de Metz : 25 août-15 septembre 1944, Éditions Pierron, Sarreguemines, 1984.
- La bataille de Thionville ou La libération du pays des trois frontières : 25 août-25 décembre 1944, Éditions Pierron, Sarreguemines, 1991.
- La bataille de Nancy : Luneville, Château-Salins, Faulquemont : 25 août-17 novembre 1944, Éditions Pierron, Sarreguemines, 1994.
- La bataille de Maizières-lès-Metz : 25 août-8 novembre 1944 ; suivi de Maizières la martyre : sélection de documents et photographies Ville de Maizières-lès-Metz, 1994.

## Sources
- René Caboz, La Bataille de Metz: 25 août-15 septembre 1944, Collection Documents lorrains, Éditions Pierron, Sarreguemines, 1984. (4e de couverture)
- Eugène Heiser, La Tragédie lorraine : Les oubliés de Lorraine : décembre 1944-mars 1945, Collection Documents lorrains, Éditions Pierron, Sarreguemines, 1978 (p. 12, 160,161).